# Phloeodes angustus
Phloeodes angustus es una especie de coleóptero de la familia Zopheridae.

## Distribución geográfica
Habita en California (Estados Unidos).